# إيلا لي لهاف
إيلا لي لاهاف (بالإنجليزية: Ella-Lee Lahav)، المعروفة باسم إيلا لي، هي مغنية يهودية إسرائيلية. ولدت في 2 يونيو 2003 في شوهام، إسرائيل.

## روابط خارجية
إيلا لي لهاف على موقع IMDb (الإنجليزية)
- إيلا لي لهاف على موقع ميوزك برينز (الإنجليزية)